# Chuck Rock
Chuck Rock (Japans: チャックロック) is een computerspel dat werd ontwikkeld door Core Design en uitgegeven door Virgin Games. Het spel kwam in 1991 uit voor de Acorn, Commodore Amiga, Atari ST, Sega Mega Drive. Later volgde ook ports voor andere populaire homecomputers.

## Spel
De speler speelt Chuck, een holbewoner. Deze leeft een vredig bestaan, drinkt bier en kijkt voetbal. Tot op een dag zijn vrouw Ophelia Rock wordt gekidnapt door dorpsgek Gary Gritter. Chuck is hiervan nogal overstuur en de speler moet hem helpen alles weer op orde te krijgen. Het spel is een side-scrolling platformspel. Soms moet hij stenen pakken en gooien om vijanden te verslaan.

## Platforms
| Jaar | Platform                                                        |
| ---- | --------------------------------------------------------------- |
| 1991 | Acorn 32-bit, Amiga, Atari ST, Sega Mega Drive                  |
| 1992 | Commodore 64, Game Gear, Sega Mega-CD, Sega Master System, SNES |
| 1993 | Game Boy                                                        |
| 1994 | Amiga CD32                                                      |

## Ontvangst
| Beoordeeld door  | Platform           | Datum         | Score |
| ---------------- | ------------------ | ------------- | ----- |
| GamePro (US)     | SNES               | december 1992 | 90%   |
| Player One       | SNES               | december 1993 | 88%   |
| Info             | Amiga              | april 1992    | 80%   |
| Player One       | Mega-CD            | december 1993 | 80%   |
| GameCola.net     | SNES               | december 2005 | 69%   |
| Amiga Power      | Amiga CD32         | juli 1994     | 65%   |
| Power Unlimited  | Game Boy           | februari 1994 | 65%   |
| Power Play       | Game Gear          | december 1992 | 60%   |
| Power Play       | Atari ST           | juli 1991     | 57%   |
| Gamers (Germany) | Sega Master System | augustus 1992 | 53%   |